# Mary Gay Scanlon

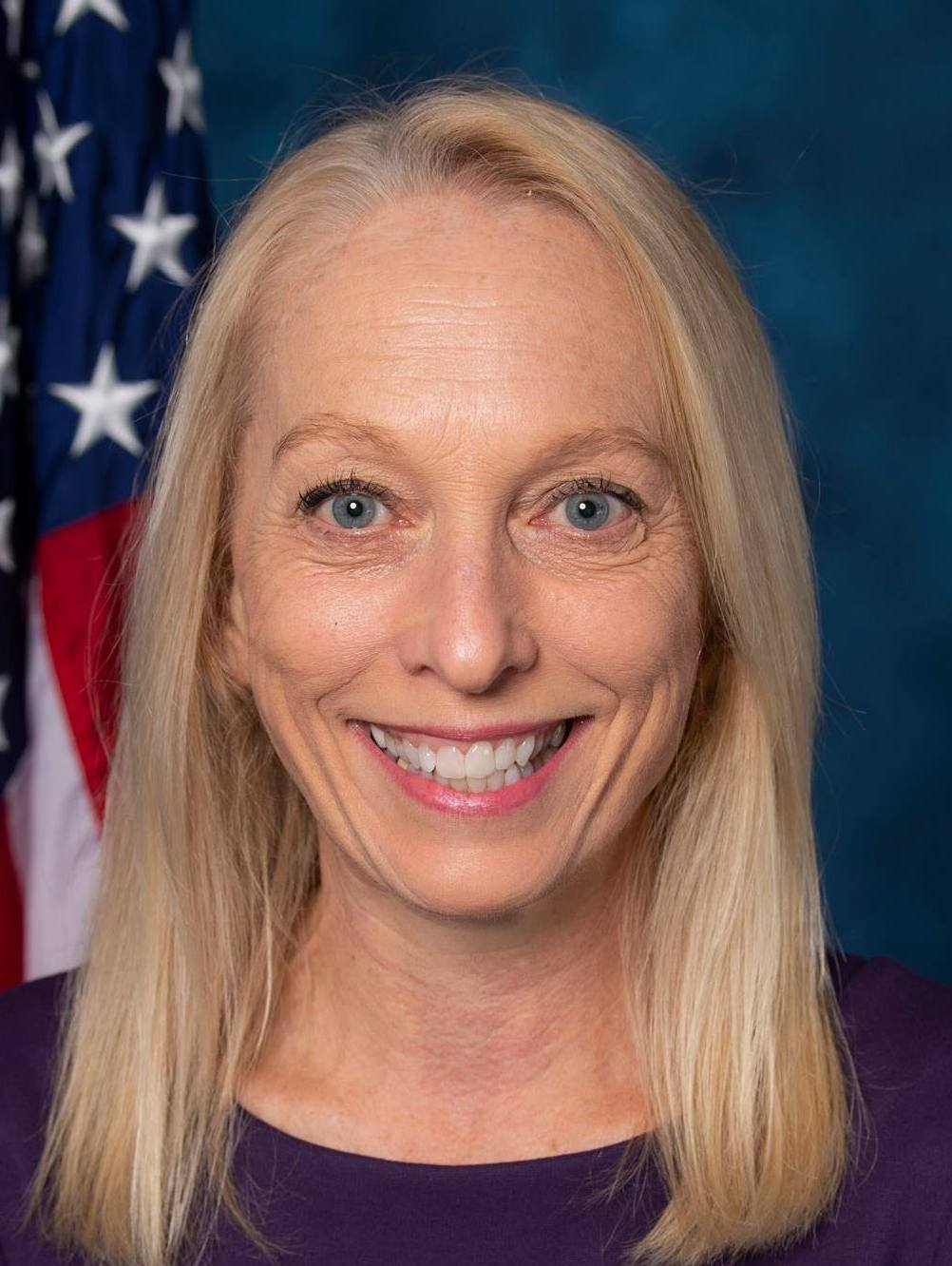
Mary Gay Scanlon (2018)

Mary Gay Scanlon (* 30. August 1959 in Watertown, Jefferson County, New York) ist eine US-amerikanische Politikerin der Demokratischen Partei. Seit November 2018 vertritt sie den Bundesstaat Pennsylvania im US-Repräsentantenhaus. 2018 und 2019 für den siebten Distrikt, seitdem für den fünften Distrikt.

## Leben
Mary Gay Scanlon wuchs zusammen mit zwei Schwestern in Watertown im Bundesstaat New York auf. Sie studierte Rechtswissenschaften an der Colgate University, wo sie 1980 einen Bachelor of Arts erlangte und an der University of Pennsylvania, die sie 1984 mit dem akademischen Grad Juris Doctor (J.D.) verließ. Nach dem Studium war Scanlon Rechtsreferendarin am Superior Court of Pennsylvania. Von 2007 bis 2015 saß sie im Bildungsausschuss des Schulbezirkes Wallingford-Swarthmore, dessen Vorsitzende sie von 2009 bis 2011 war.
Scanlon ist verheiratet und hat mit ihrem Mann Mark drei erwachsene Kinder. Das Paar lebt privat in Swarthmore.

## Politik
Am 25. Februar 2018 gab Mary Gay Scanlon ihre Kandidatur für den Sitz des fünften Kongresswahlbezirkes Pennsylvanias im US-Repräsentantenhaus bekannt. Dieser Wahlbezirk entstand zur kommenden Wahl aus dem damaligen siebten Wahlbezirk, für den zu diesem Zeitpunkt der Republikaner Pat Meehan im Repräsentantenhaus saß. Dieser trat am 27. April 2018 aus dem Repräsentantenhaus zurück. Am 15. Mai 2018 setzte sich Scanlon in der parteiinternen Vorwahl gegen neun weitere Kandidaten durch. Bei der eigentlichen Kongresswahl am 6. November 2018 erreichte Scanlon mit 52,3 % die absolute Mehrheit, unter anderem gegen Pearl Kim von der Republikanischen Partei. Sie wurde am 13. November 2018 vereidigt.
Nach einer Umstrukturierung der Wahlbezirke wurde ihr Wahlbezirk zum fünften Distrikt. Dieser umfasst das Delaware County und einen kleinen Teil des Montgomery County. In der Wahl 2020 setzte sie sich ohne Gegner parteiintern durch und besiegte am 3. November Dasha Pruett von der Republikanischen Partei mit 64,7 %.
Die Primary (Vorwahl) ihrer Partei für die Wahlen 2022 am 17. Mai gewann sie erneut ohne Mitbewerber. Sie trat dadurch am 8. November 2022 gegen David Galluch von den Republikanern an und entschied diese Wahl mit 64,3 % der Stimmen klar für sich. Bei der folgenden Kongresswahl 2024 hatte sie bei der Vorwahl wieder keine Herausforderer und gewann gegen die Republikanerin Alfeia Goodwin schließlich mit 65,3 %. Dementsprechend ist sie im Repräsentantenhaus des 119. Kongresses vertreten. Die Legislaturperiode des 119. Kongresses dauert bis zum 3. Januar 2027.

### Ausschüsse
Scanlon ist aktuell Mitglied in folgenden Ausschüssen des Repräsentantenhauses:
- Committee on Rules
  - Rules and Organization of the House
- Committee on the Judiciary
  - The Administrative State, Regulatory Reform, and Antitrust
  - The Constitution and Limited Government

Zuvor war sie auch Mitglied im Committee on House Administration. Sie ist außerdem Mitglied im Congressional Progressive Caucus sowie in 60 weiteren Caucuses.